# Институт почвоведения и агрохимии СО РАН
Институт почвоведения и агрохимии СО РАН — институт Сибирского отделения Российской академии наук, организованный в 1968 году. Расположен в городе Новосибирске.

## Общие сведения
Основными направлениями деятельности института являются:
- инвентаризация почв Сибири,
- выявление закономерностей почвенного покрова,
- описание процессов трансформации почвенного покрова,
- определение продуктивности фитоценозов на разных типах почв и др.

## История
Институт основан 9 октября 1968 года. 
15 мая 2008 года в новосибирском Академгородке построен новый пятиэтажный административно-лабораторный корпус ИПА СО РАН.

## Структура
- Лаборатория географии и генезиса почв
- Лаборатория почвенно-физических процессов
- Лаборатория рекультивации почв
- Лаборатория агрохимии
- Лаборатория биогеохимии
- Лаборатория биогеоценологии.

## Дирекция
- 1968—1986 — Роман Викторович Ковалёв, доктор сельскохозяйственных наук.
- 1986—2006 — Ильяс Мамедович Гаджиев, член-корреспондент РАН.
- 2006—2015 — Константин Станиславович Байков, доктор биологических наук.
- 2015—2020 — Александр Иванович Сысо, доктор биологических наук.
- 2021— по наст. вр.  — Андроханов Владимир Алексеевич, доктор биологических наук.

## Научный состав института
В институте работают 20 докторов наук и 28 кандидатов наук. 